# الرقابة على الإنترنت في الهند
تُفرض الرقابة على الإنترنت في الهند من جهة الحكومة المركزية وحكومات الولايات كذلك. تُعتبر الفلترة بنظام أسماء النطاقات بالإضافة إلى توعية المستخدمين بالاستعمالات المقترحة استراتيجياتٍ فاعِلة وسياسات حكومية متّبعة لتنظيم وحظر الوصول إلى محتوى الإنترنت على نطاق واسع. وفي السنوات الأخيرة شاعت إجراءات إزالة المحتوى بناءً على طلب صانعي المحتوى بموجب أوامر المحكمة. كما ناقشت الهيئات الحكومية طوال عدة سنواتٍ البدء بمشروع حكومي للمراقبة الجماعية، كمشروع الدرع الذهبي بوصفه بديلًا محتملًا.

## لمحة عامة

### تقرير مبادرة إنترنت مفتوح
صنّفت مبادرة إنترنت مفتوح الهند بوصفها منخرطةً في فلترة «انتقائية» للإنترنت ضمن المجالات السياسية، والصراع/الأمن، والاجتماعية، وأدوات الإنترنت في العام 2011. وتصف مبادرة إنترنت مفتوح الهند كما يلي:
ديمقراطية مستقرة ذات تقليد راسخ في حرية الصحافة، ومع ذلك تواصِل تطبيق نظام فلترة الإنترنت. بالرغم من هذا، فقد جُوبِهت رقابة الهند الانتقائية على المدونات وغيرها من المحتوى، غالبًا بمزاعم أمنية، بمعارضة كبيرة.  ويواصل مزوّدو خدمات الإنترنت في الهند فلترة مواقع الإنترنت التي تحددها السلطات على أساس انتقائي. على كل حال، لم تُثبت مساعي الحكومة للفترة فعاليتها التامّة بسبب انتقال المحتوى المحظور بسرعة إلى مواقع إنترنت أخرى، والتِماس المستخدمين طرقًا للتحايل على تدابير الفلترة. ولقيت الحكومة انتقادات لِقصورها في إدراك الجدوى التقنية للرقابة واختياراتها العشوائية للمواقع الإلكترونية التي تحجبها.

### مراسلون بلا حدود «البلدان الخاضعة للمراقبة»
في مارس 2012، وضعت منظمة مراسلون بلا حدود الهند على قائمة «البلدان الخاضعة للمراقبة»، وأفادت أنه:
منذ هجمات مومباي 2008، زادت السلطات الهندية من رقابتها على الإنترنت وكثّفت الضغط على مزودي الخدمات التقنية، في حين راحت ترفض في العلن الاتهامات بفرضها الرقابة. تقوض سياسة الأمن القومي التي تتبناها أكبر ديمقراطية في العالم حرية التعبير وحماية البيانات الشخصية لمستخدمي الإنترنت.

### تقرير منظمة فريدوم هاوس
يُصّنف تقرير الحرية على الإنترنت للعام 2017 الصادر عن منظمة فريدوم هاوس حالة حرية الإنترنت في الهند في مرتبة «حرة جزئيًا» بتقييم 41 (على مقياس من 0 إلى 100، والتقييم الأقل يعني حرية أفضل). وسُجّلت معوقات الوصول في المرتبة 12 (على مقياس من 0-25)، وصُنّف القيود على المحتوى في المرتبة 9 (على مقياس من 0–35)، وصُنّفت انتهاكات حقوق المستخدم في المرتبة 20 (على مقياس من 0-40). وقد جاءت الهند في المرتبة 26 من بين 65 دولة شملها التقرير.
- ذكر تقرير الحرية على الإنترنت 2012 ما يلي:[6]
- الوضع الإجمالي لحرية الإنترنت في الهند «حرّ جزئيًا»، ولم يتغير عما كان عليه في العام 2009.
- حققت الهند 39 درجة على مقياس من 9 (الأكثر حرية) إلى 100 (الأقل حرية)، وهو ما يجعلها في المرتبة 20 من أصل 47 دولة في العالم شملها تقرير العام 2012. جاءت الهند في المرتبة 14 من بين 37 دولة في التقرير الصادر في العام 2011.
- جاءت الهند في المرتبة الثالثة من بين 11 دولة في آسيا شملها تقرير العام 2012.
- قبل العام 2008، اتّسمت الرقابة التي تفرضها الحكومة الهندية على محتوى الإنترنت بندرتها وتشتّتها النسبي.
- على إثر هجمات مومباي 2008، والتي أدت إلى مقتل 171 شخصًا، أقر البرلمان الهندي تعديلات على «قانون تكنولوجيا المعلومات» والتي وسّعت نطاق الرقابة الحكومية وقدراتها في مجال الرصد.
- مع غياب سياسةٍ أو إستراتيجية حكومية ثابتة لحظر الوصول إلى محتوى الإنترنت على نطاق واسع، فقد شاعت إجراءات إزالة محتوى معين من الشبكة، وأحيانًا لمجرّد احتمالية دعوته إلى العنف.
- منذ أواخر العام 2009، تزايد الضغط على الشركات الخاصة لإزالة معلومات اعتُبر أنها تشكّل خطرًا على النظام العام أو الأمن القومي، وذلك مع سريان العمل بقانون تكنولوجيا المعلومات المعدّل. يُطلب من الشركات تخصيص موظفين للتعامل مع طلبات الحجب الحكومية، وحُدّدت عقوبة بالسجن قد تصل إلى سبع سنوات لمزودي الخدمات من القطاع الخاص –بمن فيهم مزودي خدمة الإنترنت، ومحركات البحث، ومقاهي الإنترنت– الذين لا يمتثلون لطلبات الحجب الحكومية.
- تعرض بعض مستخدمي الإنترنت للملاحقة القضائية بسبب منشورات على الإنترنت، ويُلزم القانون الشركات الخاصة التي تستضيف المحتوى بتسليم معلومات المستخدمين إلى السلطات.
- في العام 2009، قضت المحكمة العليا الهندية بإمكانية مواجهة المدونين ومشرفي المنتديات لقضايا تشهير بل حتى التعرّض للملاحقة الجنائية بسبب تعليقات منشورة على مواقعهم الإلكترونية.
- لا يُشترط الحصول على الموافقة القضائية المسبقة للتنصت على الاتصالات، وللحكومة المركزية وحكومات الولايات سلطة إصدار تعليمات بخصوص الترصد، والمراقبة، وفك التشفير. يُلزِم القانون جميع مزودي خدمات الإنترنت المرخَصين بتوقيع اتفاقية تتيح للسلطات الحكومية الهندية الوصول إلى بيانات المستخدمين.

## خلفية
في يونيو من العام 2000، أصدر البرلمان الهندي قانون تكنولوجيا المعلومات ليوفّر إطارًا قانونيًا يختص بتنظيم استخدام الإنترنت والتجارة الإلكترونية، بما في ذلك شؤون التوقيعات الرقمية، والأمن، والقرصنة. يجرم القانون نشر المعلومات الفاضحة إلكترونيًا، ويمنح الشرطة صلاحية تفتيش أي مكان، دون الحاجة لاستصدار مذكرة قضائية، واعتقال الأفراد الذين يخلّون بأحكام هذا القانون. وسّع التعديل الذي أُقرّ في العام 2008 لقانون تكنولوجيا المعلومات صلاحياتِ الحكومة في حجب المواقع الإلكترونية ومحتوى الإنترنت، وجرّم إرسال الرسائل التي تعتبر تحريضية أو مسيئة.
يمكن أيضًا فرض فلترة الإنترنت ضمن الشروط المطلوبة للحصول على الترخيص. على سبيل المثال، يتوجب على مزودي خدمات الإنترنت الذين يريدون الحصول على تراخيص لتقديم خدمات الإنترنت من خلال إدارة الاتصالات «أن يحظروا مواقع الإنترنت و/أو أفراد المشتركين، على النحو الذي تحدده هيئة الاتصالات وبناءً على توجيهاتها من حين لآخر» وذلك للحفاظ على «الأمن القومي». كما تتطلب اتفاقيات الترخيص من مزودي خدمة الإنترنت حظر مشاركة المحتوى الفاضح أو غير اللائق.
في العام 2001، شكّلت محكمة بومباي العليا لجنة لمتابعة القضايا المتعلقة بالمواد الإباحية على الإنترنت والجريمة المعلوماتية. كما دعت المحكمة أصحاب الدعوى، جايش ذاكار وسونيل ذاكار، إلى تقديم توصيات تتعلق بقوانين الإنترنت. نشرت اللجنة تقريرًا ينظر في أهم القضايا ويخرج بتوصيات بشأن أمور مثل ترخيص مقاهي الإنترنت، وبطاقات الهوية المفترضة لمرتادي المقاهي الإلكترونية، واستخدام القاصرين لأجهزة الكمبيوتر في الأماكن العامة، وحفاظ مقاهي الإنترنت بسجلات عنوان بروتوكول الإنترنت. كما أوصت اللجنة بأن يحتفظ مزودو خدمات الإنترنت بجداول وسجلات زمنية دقيقة.
وتطرّق التقرير لحماية الأطفال من زيارة مواقع المناسبة البالغين فقط، ونصح مزودي خدمة الإنترنت بتوفير برامج المراقبة الأبوية لكل اتصال بشبكة الإنترنت. وأشارت اللجنة إلى المشكلة المتمثلة في نقص المعرفة التقنية لدى أجهزة الشرطة. وقد لقي التقرير إشادة من المحاكم المختصة، وتنفذ الشرطة ومقاهي الإنترنت توصياته. كما أُنشئت خلية التحقيقات في الجريمة المعلوماتية، عملًا بتوصية من اللجنة.